# خوان اکونیا
خوان اکونیا (انگلیسی: Juan Acuña; ۱۴ فوریهٔ ۱۹۲۳ – ۳۰ اوت ۲۰۰۱) بازیکن فوتبال اهل اسپانیا بود.
از باشگاه‌هایی که در آن بازی کرده‌است می‌توان به باشگاه فوتبال دپورتیوو لاکرونیا اشاره کرد.
وی همچنین در تیم ملی فوتبال اسپانیا بازی کرده‌است.